# Maya Dobreva
Maya Dobreva é a embaixadora extraordinária e plenipotenciária da Bulgária na Bélgica desde 2 de março de 2016 (ela também é a embaixadora não residente em Luxemburgo) e foi embaixadora extraordinária e plenipotenciária da Bulgária em Montenegro de 21 de janeiro de 2009 até 15 de outubro de 2013.

## Educação
- 1980 - 1985 - Economia, Mestrado na Universidade de Economia Nacional e Mundial, Sofia, Bulgária
- 1986 - 1988 - Gestão e Organização do Trabalho, Estudo de Pós-Graduação na Universidade de Economia Nacional e Mundial, Sofia, Bulgária